# Samostanski vrt sv. Lovre
Samostanski vrt sv. Lovre nalazi se u bivšem Franjevačkim samostanu u Šibeniku. Samostan je osnovan u drugoj polovici 17. stoljeća i obuhvaća veliki arhitektonski kompleks povezanih zgrada. 
Jedini je srednjovjekovni mediteranski vrt u Hrvatskoj i rijetka znamenitost. Slijedi srednjovijekovnu shemu krinom stazom, a u četiri polja je zasađeno ljekovito i začinsko bilje. U središtu se nalazi zdenac.
Vrt je obnovljen i otvoren 6. studenog 2007. nakon što je dugotrajno bio zaboravljen.

## Vanjske poveznice
- Šibenskiportal
- Samostanski mediteranski vrt sv. Lovre   Arhivirana inačica izvorne stranice od 1. kolovoza 2013. (Wayback Machine)